# Kristian Thomsen
Kristian Thomsen, född 29 april 1874 i Hjarup vid Kolding, död 17 december 1918 i Viborg, var en dansk ingenjör.
Thomsen föddes som son till lantbrukaren Niels Thomsen (1807-1890) och hans hustru Anna Margrethe Straarup (1841–1923). Kristian Thomsen ingick äktenskap med Ellen Margrethe Stilling 17 juli 1907 i Århus.
Thomsen avlade studentexamen 1892, hade redan som studerande arbetat en kortare tid vid Hedeselskabet, där han kom att anställas efter att ha blivit polyteknisk kandidat inom byggnadsfacket, och i vars tjänst han kom att arbeta hela sitt liv. Tiden ägnade han främst åt kulturtekniska arbeten och vattenkraftanläggningar, områden på vilka han gjorde betydelsefulla insatser. Förutom en mängd mindre arbeten av mer lokal natur kan nämnas anläggandet av Ribe dike, indikningen av Randers fjordenge, samt reglering av Skalså, Ringsted Å och Nørreå.
Vid sina undersökningar inför dessa olika arbeten förvärvade Thomsen en betydande kännedom om de olika vattendragen och fick betydande erfarenhet i vattenbyggnad. Det var på grundval härav, at han kom in på tanken om en rationell användning av kraften i de stora vattendragen, och redan 1904 framställde han för första gången förslag om en vattenkraftanläggning vid Tange; detta stora arbete med en kraftcentral vid Gudenå påbörjades dock först flera år senare och blev klart först efter hans död. Av andra vattenkraftanläggningar, som han projekterade och ledde uppförandet av, kan nämnas Harte, Bygholm och Allinggård. Hans litterära produktion var relativt omfattande och han var även en eftersökt föredragshållare.